# Жорж Вахевич
Жорж Вахевич (18 серпня 1907, Одеса — 11 лютого 1984, Париж) — сценограф, художник — постановник і художник по костюмах.

## Біографія
Жорж Вахевич народився 18 серпня 1907 року в Одесі в Україні в родині власника човна на Чорному морі. У Жоржа був брат Мішель і сестра Ірен. У віці чотирнадцяти років, рятуючись від більшовицької революції, він емігрував з родиною до Провансу, на південь Франції. Жорж захоплювався живописом і вивчав мистецтво в Парижі у 1930-х роках.
Створив кілька сотень декорацій для кіно, театру, опери та балету
Жорж Вахевич є батьком композитора Ігоря Вахевича, відомого завдяки співробітництву з хореографом Керолін Карлсон у Паризькій опері в період з 1973 по 1978 рік.
Вахевич був членом журі Каннського кінофестивалю 1978 року.
Він помер 11 лютого 1984 року у лікарні Бусіко в 15 районі Парижа. Його могила знаходиться на цвинтарі церкви Тосни. Його дружина, уроджена Марія Плік, спочиває в Індії, де померла у 2003 році у 80 років.

### Колекція
Від 16 червня до 16 вересня 1984 року проходила виставка під назвою «Чарівний Всесвіт Вахевича» в Шато де Гайон.
У 1985 році муніципалітет Лув'є придбав багато картин Вахевича, відібраних аукціоністом, під час посмертної розпродажі його робіт.
Макети його декорацій та костюмів зберігаються також у відділі сценічного мистецтва .